# Jorge García Torre
Jorge García Torre (nascut el 13 de gener de 1984 a Gijón) és un futbolista asturià que actualment juga com a defensa a la UD Llanera. El seu germà Alejandro també és futbolista professional, juga de porter.

## Carrera futbolística
Abans de formar part de l'Escola de Mareo aquest jugadors va formar part del Club de Fútbol Estudiantes de Somió, d'on també n'han sorgit d'altres jugadors com Abelardo.
A la temporada 2003 va ascendir a l'equip filial de l'Sporting i, finalment el 2005 va debutar amb el primer equip.
Amb Manolo Preciado a la banqueta va continuar tenint un protagonisme notable, també en la temporada de l'ascens a Primera divisió.
La temporada 2009/10 amb l'arribada d'Alberto Botía va abandonar l'equip, i marxà cedit al Gimnàstic on va tenir un rendiment notable amb 33 partits disputats i marcant un total de 3 gols. La següent temporada, 2010/11, torna a l'Sporting on no aconsegueix fer-se un lloc en l'equip.
Jugà al Real Murcia Club de Fútbol entre 2011 i 2013 i al CD Lugo entre 2013 i 2014. El 2014 fitxà per la Unió Esportiva Llagostera.